# HC Alba Sebeș
Handbal Club Alba Sebeș, fondat în 2011 de către Consiliul Județean Alba (HCJ nr.136/2011) în asociere cu Consiliul Local Sebeș (HCL nr.203/2011), a fost un club de handbal feminin din Sebeș, România. HC Alba Sebeș a preluat CSM Sebeș. Până în primăvara anului 2015 a evoluat în Divizia A, la sfârșitul sezonului competițional 2014-2015, HC Alba Sebeș s-a clasat pe primul loc în seria B a Diviziei A și a promovat astfel în Liga Națională. După un sezon în Liga Națională echipa a retrogradat. În vara lui 2016, HC Alba Sebeș s-a desființat.
HC Alba Sebeș a fost antrenată de Seviștean Popa. Echipa a jucat meciurile de pe teren propriu în Sala Sporturilor Florin Fleșeriu din localitate.

## Lotul de jucătoare 2015/16
Începând din sezonul 2016-2017, echipa HC Alba Sebeș nu mai există. Ultima componență cunoscută, cea din sezonul 2015-2016 a Ligii Naționale și sezonul 2015-2016 a Cupei României:
| Portari - 12 Andreea Petruneac - 16 Bianca Curmenț Extreme Extreme stânga - 10 Ana Maria Dima - 91 Bianca Bogdan - 94 Paula Hoha Extreme dreapta - 74 Cristina Mitrache - 97 Nicoleta Rusu Pivoți - 71 Nicoleta Safta - 75 Ana Ciolan | Centri - 73 Iulia Andrei - 93 Alina Șorodoc Interi Interi stânga - 77 Andreea Pătuleanu - 95 Cristina Predoi Interi dreapta - 76 Lavinia Dobromir |

## Banca tehnică și conducerea administrativă
Ultima formulă cunoscută a bancii tehnice și a conducerii administrative:
| Nume           | Ocupație           |
| -------------- | ------------------ |
| Virgil Costea  | Președinte         |
| Seviștean Popa | Antrenor principal |
| Alina Șorodoc  | Antrenor secund    |
| Călin Androne  | Kinetoterapeut     |